# Richland (Misisipi)
Richland es una ciudad situada del condado de Rankin en el estado de Misisipi (Estados Unidos). En el año 2000 tenía una población de 6027 habitantes en una superficie de 31,7 km², con una densidad poblacional de 190,2 personas por km². 

## Geografía
Richland se encuentra ubicada en las coordenadas 32°13′47″N 90°9′35″O / 32.22972, -90.15972. Según la Oficina del Censo, la ciudad tiene un área total de 31,7 km² (12,2 mi²), de la cual 31,7 km² (12,2 mi²) es tierra.

### Localidades adyacentes
El siguiente diagrama muestra a las localidades en un radio de 12 km² de Richland.

## Demografía
Para el censo de 2000, había 6027 personas, 2303 hogares y 1688 familias en la ciudad. La densidad de población era 190,2 hab/km².
En el 2000 la renta per cápita promedia del hogar era de $ 38.996 y el ingreso promedio para una familia era de $44 800. El ingreso per cápita para la localidad era de $17 574. En 2000 los hombres tenían un ingreso per cápita de $32 377 contra $22 700 para las mujeres. Alrededor del 10,4 % de la población estaba bajo el umbral de pobreza nacional. 